# Herczog Ede
Herczog Ede (Pecsenyéd, 1880. augusztus 25. – Budapest, 1953. szeptember 14.) magyar labdarúgó, nemzetközi labdarúgó-játékvezető, a magyar labdarúgó-válogatott szövetségi kapitánya (1911–1914). Polgári foglalkozása a Pecsenyédi Lovasegylet szállítója.

## Pályafutása

### Labdarúgóként, sportolóként
A kornak megfelelően érzékenyen érdeklődött a sportok iránt, az atlétika és a futball voltak a kedvenc sportjai. Kiváló sprinter, a fővárosban és Bécsben számos első és második díjat nyert.

### Nemzeti játékvezetés
Az első hazai, önként vállalt bírók egyike. Az egymás után alakuló labdarúgó-egyesületek felkészülési, illetve barátságos mérkőzéseinek volt a MÚE csapat-játékvezetője – ha saját csapatában nem játszott, akkor elfogadta a másik csapat meghívását. 
1901-ben az MLSZ tanácsa előírta, hogy a mérkőzésvezető bíróknak vizsgázniuk kell szabályismeretből. Budapesten az MLSZ tanácsa előtt vizsgázva egyesületi (MÚE) bíróként döntenie kellett, hogy bíróként vagy szövetségi edzőként dolgozik. Az MLSZ által üzemeltetett labdarúgó bajnokságokban kezdte sportszolgálatát. Az MLSZ Bíró Bizottságának javaslatára 1903-tól NB I-es bíró. Küldési gyakorlat szerint rendszeres partbírói szolgálatot is végzett. A nemzeti játékvezetéstől 1918-ban visszavonult. NB I-es mérkőzéseinek száma: 38.
| Időpont           | Helyszín                      | Mérkőzés típusa          | Mérkőzés  | Eredmény | Nézők száma |
| ----------------- | ----------------------------- | ------------------------ | --------- | -------- | ----------- |
| 1903. november 1. | Soroksári úti pálya, Budapest | első NB I-es mérkőzése   | FTC–MAC   | 5 – 1    | Zárt kapus  |
| 1918. december 8. | Hungária úti pálya, Budapest  | utolsó NB I-es mérkőzése | MTK–Vasas | 4 – 0    | 2500        |

#### Nemzetközi játékvezetés
A Magyar Labdarúgó-szövetség (MLSZ) Bíró Bizottsága 1905-ben az elsők között terjesztette fel nemzetközi játékvezetőnek. A Nemzetközi Labdarúgó-szövetség (FIFA) 1907-től tartotta nyilván bírói keretében, mert Magyarországnak hivatalosan még nem lehetett minősített nemzetközi bírója. Több nemzetek közötti válogatott és klubmérkőzést vezetett, vagy működő társának partbíróként segített. A  nemzetközi játékvezetéstől 1912-ben búcsúzott. Válogatott mérkőzéseinek száma: 4.
| Időpont          | Helyszín                   | Mérkőzés típusa        | Mérkőzés              | Eredmény | Nézők száma |
| ---------------- | -------------------------- | ---------------------- | --------------------- | -------- | ----------- |
| 1905. április 9. | Millenáris-pálya, Budapest | 7. válogatott mérkőzés | Magyarország–Ausztria | 0 – 0    | 5 000       |

#### Olimpiai játékok
Az 1912. évi nyári olimpiai játékokon kettős feladatot látott el, a magyar olimpiai csapat vezetője és a FIFA JB játékvezetője lehetett.
| Időpont         | Helyszín                    | Mérkőzés típusa | Mérkőzés                                                    | Eredmény | Nézők száma |
| --------------- | --------------------------- | --------------- | ----------------------------------------------------------- | -------- | ----------- |
| 1912. július 2. | Olimpiai Stadion, Stockholm | egyik elődöntő  | Hollandia az olimpiai játékokon–Dánia az olimpiai játékokon | 4 – 1    | 6 000       |

## Sportvezetőként
1903-ban az első Bíró Bizottság tagja. 1923-ban az első Magyar Futballbírák Testületének (BT) társelnöke.
Mielőtt az MLSZ megindította volna a nemzetek közötti mérkőzéseket, több alkalmi mérkőzést játszott a magyar válogatott. Először nem volt szövetségi kapitány, még válogató bizottság sem, a kiküldöttek tanácsa állította össze a csapatot. A rendszeres nemzetközi mérkőzéseknél már nehézkesnek bizonyult a szavazás, mert nem a legjobbakat hozta össze a csapatba. A bizottsági válogatók mellé kapitányt választottak, aki intézte a kijelölt csapat sorsát. Tárgyilagosság hiányában a válogató bizottság megszűnt, ezért a legjobbnak tartott szakemberre bízták a válogatást, ő lett a szövetségi kapitány. A szövetségen belüli – hatalmi – irányvonalaknak köszönhetően egy-egy vereség után a válogató bizottság vissza-vissza tért.
1911–1914 között 22 mérkőzésen, majd 1916–1917 között 9 mérkőzésen a válogatott csapat szövetségi kapitánya. 1912-ben a stockholmi olimpián ő volt a vigaszdíjas magyar válogatott egyik kísérője. Szerepét megkönnyítette az FTC első aranycsapata és a vele vetélkedő MTK játékosainak foglalkoztatása.

## Írásai
A Nemzeti Sport szerkesztője, a Sporthírlap híres Pickford rovatának a megalapítója, a Magyar Hírlap sportrovatvezetője.

## Szakmai sikerek
1911-ben a Ferencvárosi TC Németországban és Angliában diadalmaskodott, hazatérve a Pesti Magyar Színház és a Royal Orfeum díszelőadást rendezett részükre. A Képviselőház tagjai emléktárgyakat adtak át. Itt, éppúgy ünnepelték tízéves bírói jubileumát.
1916 októberében Budapesten volt, a Magyar labdarúgó-válogatott–Osztrák labdarúgó-válogatott (2–3) válogatott mérkőzés, ahol öt esztendős szövetségi kapitányi tisztségét köszöntötték.

## Statisztika

### Mérkőzései szövetségi kapitányként
| Magyarország | Magyarország       | Magyarország                      | Magyarország   | Magyarország | Magyarország  | Magyarország         | Magyarország | Magyarország |
| #            | Dátum              | Helyszín                          | Hazai          | Eredmény     | Vendég        | Kiírás               | Gólok        | Esemény      |
| ------------ | ------------------ | --------------------------------- | -------------- | ------------ | ------------- | -------------------- | ------------ | ------------ |
| 1.           | 1911. május 7.     | Bécs, Hohe Warte                  | Ausztria       | 3 – 1        | Magyarország  | barátságos           | -            |              |
| 2.           | 1911. október 29.  | Budapest, Millenáris-pálya        | Magyarország   | 9 – 0        | Svájc         | barátságos           | -            |              |
| 3.           | 1911. november 5.  | Budapest, Üllői úti pálya         | Magyarország   | 2 – 0        | Ausztria      | Wagner-serleg        | -            |              |
| 4.           | 1911. december 17. | München, MTV '79-Platz            | Németország    | 1 – 4        | Magyarország  | barátságos           | -            |              |
| 5.           | 1912. április 14.  | Budapest, Üllői úti pálya         | Magyarország   | 4 – 4        | Németország   | barátságos           | -            |              |
| 6.           | 1912. május 5.     | Bécs, Hohe Warte                  | Ausztria       | 1 – 1        | Magyarország  | Wagner-serleg        | -            |              |
| 7.           | 1912. június 20.   | Göteborg, Valhalla                | Svédország     | 2 – 2        | Magyarország  | barátságos           | -            |              |
| 8.           | 1912. június 23.   | Kristiania, Gamle Frogner-stadion | Norvégia       | 0 – 6        | Magyarország  | barátságos           | -            |              |
| 9.           | 1912. június 30.   | Stockholm, Olimpiai Stadion (SWE) | Nagy-Britannia | 7 – 0        | Magyarország  | olimpiai negyeddöntő | -            |              |
| 10.          | 1912. július 3.    | Stockholm, Råsunda (SWE)          | Magyarország   | 3 – 1        | Németország   | olimpiai vigaszág    | -            |              |
| 11.          | 1912. július 5.    | Stockholm, Råsunda (SWE)          | Magyarország   | 3 – 0        | Ausztria      | olimpiai 5. helyért  | -            |              |
| 12.          | 1912. július 12.   | Moszkva, SZKSZ-stadion            | Oroszország    | 0 – 9        | Magyarország  | barátságos           | -            |              |
| 13.          | 1912. július 14.   | Moszkva, SZKSZ-stadion            | Oroszország    | 0 – 12       | Magyarország  | barátságos           | -            |              |
| 14.          | 1912. november 3.  | Budapest, Üllői úti pálya         | Magyarország   | 4 – 0        | Ausztria      | Wagner-serleg        | -            |              |
| 15.          | 1913. április 27.  | Bécs, WAC-Platz                   | Ausztria       | 1 – 4        | Magyarország  | Wagner-serleg        | -            |              |
| 16.          | 1913. május 18.    | Budapest, Üllői úti pálya         | Magyarország   | 2 – 0        | Svédország    | barátságos           | -            |              |
| 17.          | 1913. október 26.  | Budapest, Hungária körúti pálya   | Magyarország   | 4 – 3        | Ausztria      | Wagner-serleg        | -            |              |
| 18.          | 1914. május 3.     | Bécs, WAC-Platz                   | Ausztria       | 2 – 0        | Magyarország  | Wagner-serleg        | -            |              |
| 19.          | 1914. május 31.    | Budapest, Üllői úti pálya         | Magyarország   | 5 – 1        | Franciaország | barátságos           | -            |              |
| 20.          | 1914. június 19.   | Stockholm, Råsunda                | Svédország     | 1 – 5        | Magyarország  | barátságos           | -            |              |
| 21.          | 1914. június 21.   | Stockholm, Råsunda                | Svédország     | 1 – 1        | Magyarország  | barátságos           | -            |              |
| 22.          | 1914. október 4.   | Budapest, Üllői úti pálya         | Magyarország   | 2 – 2        | Ausztria      | barátságos           | -            |              |
|              | Összesen           |                                   |                | 22           | mérkőzés      |                      | -            | gól          |

## Külső hivatkozások
- Herczog Ede. World Referee. [2016. március 4-i dátummal az eredetiből archiválva]. (Hozzáférés: 2016. január 3.)
- Herczog Ede. footballzz.com. (Hozzáférés: 2016. január 3.)
- Herczog Ede. eu-football.info. (Hozzáférés: 2016. január 3.)
- Herczog Ede. eu-football.info. (Hozzáférés: 2016. január 3.)
- Herczog Ede. magyarfutball.hu. (Hozzáférés: 2016. január 3.)
- Herczog Ede. magyarvalogatott.hu. (Hozzáférés: 2016. január 3.)